# Thomas Kitson
Sir Thomas Kitson (1485 - 11 septembre 1540) est un riche marchand anglais, shérif de Londres et constructeur de Hengrave Hall dans le Suffolk.

## Famille
Thomas Kitson est le fils de Robert Kitson (ou Kytson)  de Warton, Lancashire et de Margaret Smyth, fille de Sir William Smyth et de Lady Margaret Cornwall. Sa sœur, Margaret Kitson, épouse John Washington, ancêtre de George Washington .

## Carrière
Kitson arrive jeune à Londres, en apprentissage comme mercier et Merchant Adventurer, avec Richard Glasyer. Il est admis comme homme libre de la Mercers 'Company en 1507 et sert comme directeur en 1525-6 et 1533-4 et comme maître en 1534–5 . Il exerce les fonctions de Shérif de Londres en 1533–4,  et est anobli le 30 mai de cette année, un honneur non conféré à son co-shérif, William Forman. En mai 1534, il est associé à Rowland Lee, évêque de Coventry et Lichfield, pour faire prêter serment de fidélité aux prêtres et aux moines.
Kitson entretient des relations financières à grande échelle avec la Couronne. En 1509, ses transactions commerciales sont déjà importantes et, en 1534-1535, seuls dix autres marchands exportent du tissu en plus grande quantité . Il est membre de la Compagnie des marchands aventuriers de Londres jusqu'à sa mort  et fait du commerce aux foires de tissu ou aux agrafes tenues par la compagnie à Anvers, Middelbourg et ailleurs en Flandre.

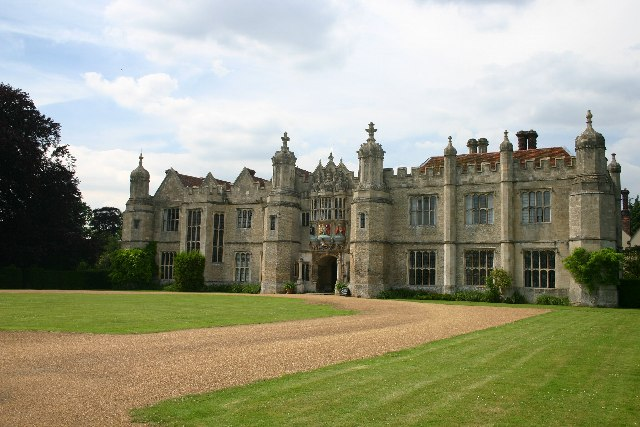
Hengrave Hall, construit par Sir Thomas Kitson

Kitson a une maison à Londres sur Milk Street avec une chapelle, un jardin sur Coleman Street et une maison et une chapelle à Stoke Newington. Comme d'autres riches marchands londoniens, il possède une maison à Anvers. Il achète également des propriétés dans les comtés de Devon, Dorset et Somerset, et en 1521 acquiert d'Edward Stafford (3e duc de Buckingham), pour 2 340 £, les manoirs de Hengrave dans le Suffolk et de Colston Bassett dans le Nottinghamshire . Lors de la condamnation et de l'exécution du duc l'année suivante, Kitson est pendant un certain temps privé des domaines, mais ils lui sont restitués, confirmés par une loi du Parlement de 1524. Il obtient une licence d'Henri VIII pour construire un manoir crénelé à Hengrave à une échelle magnifique. Le bâtiment est commencé en 1525 et terminé en 1538. Un inventaire ultérieur du mobilier et des biens de Hengrave montre son étendue et son élégance. Kitson achète ensuite plusieurs autres manoirs dans le Suffolk à la couronne. Outre Hengrave, il a des maisons à Westley et Risby dans le Suffolk.
Kitson meurt le 11 septembre 1540 et est enterré dans l'église Hengrave . Dans l'angle nord-est de la chapelle se trouve un monument orné à la mémoire de sa veuve, Margaret, comtesse de Bath, et de ses trois maris .

## Mariages et descendance

### Premier mariage
Il est d'abord marié à une femme inconnue dont il a deux filles :
- - Lady Frances Kytson (née le 15 mars 1528 à Hengrave, Suffolk, Angleterre ; décédée le 26 février 1589 à Tawstock, Devon, Angleterre). Elle épouse John Bourchier, Lord FitzWarin (mort en 1557) (fils de John Bourchier (2e comte de Bath)), et a des descendants.
  - Elizabeth Kytson, la première épouse d'Edmund Croftes (décédé le 14 février 1558) de West Stow Hall, Little Saxham, Suffolk, fils et héritier de Sir John Croftes (décédé le 28 janvier 1558), qui est au service de Mary Tudor. Elizabeth Kitson a deux fils avec Edmund Croftes :
    - Thomas Croftes
    - Henri Croftes

Après la mort d'Elizabeth, Edmund Croftes se remarie à Eleanor Burgh, la fille de Thomas Burgh (1er baron Burgh) (en), avec qui il a un fils, John Croftes de Wangford, West Suffolk, décédé sans descendance, et deux filles, Margaret et Alice .

### Deuxième mariage
Il se remarie à Margaret Donnington (décédée le 12 janvier 1561), la seule enfant et unique héritière de John Donnington (décédé en 1544) de Stoke Newington, membre de la Worshipful Company of Salters,, et de son épouse Elizabeth Pye, avec qui il a un fils né à titre posthume et quatre filles: 

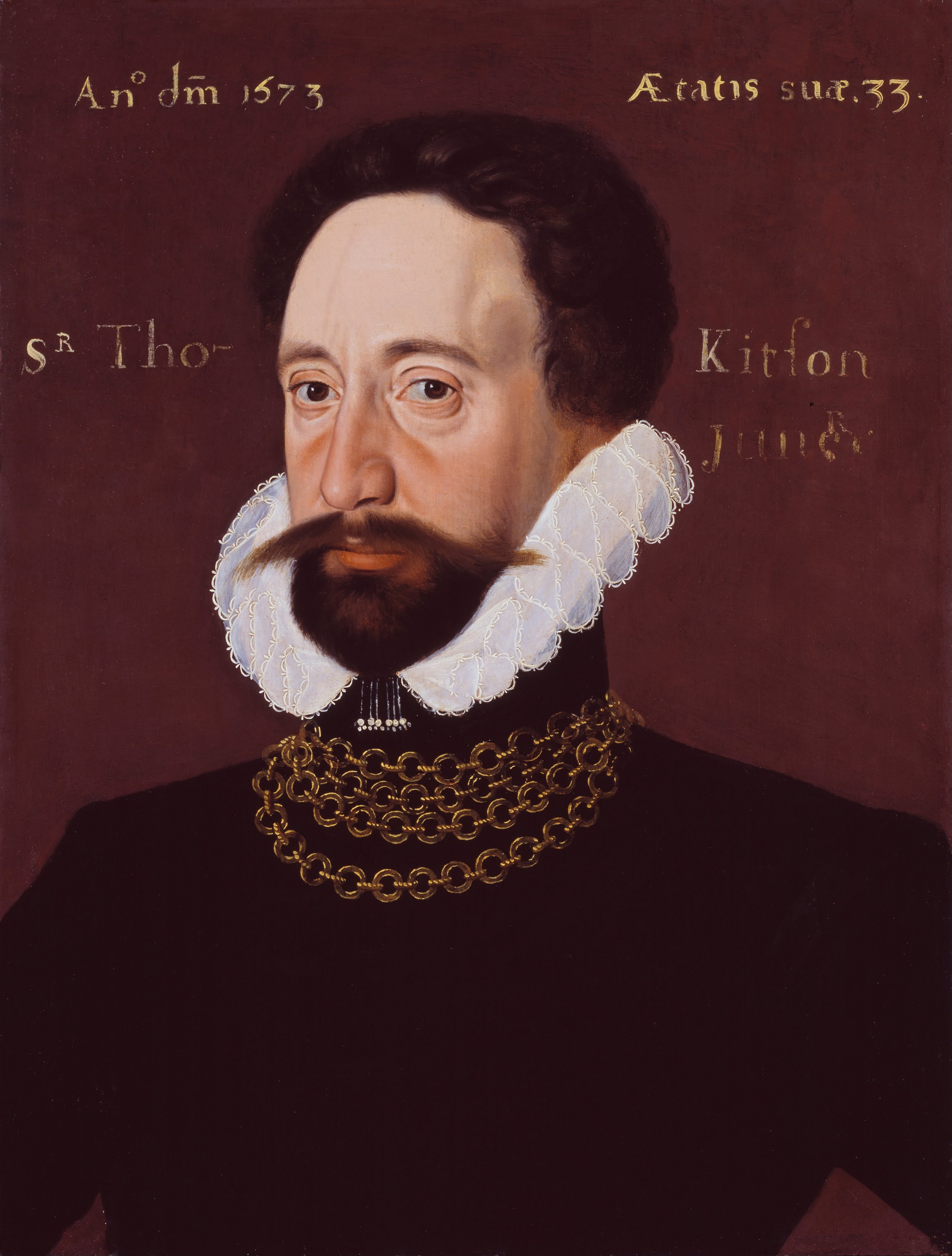
Sir Thomas Kitson, le Jeune (1573) de George Gower.

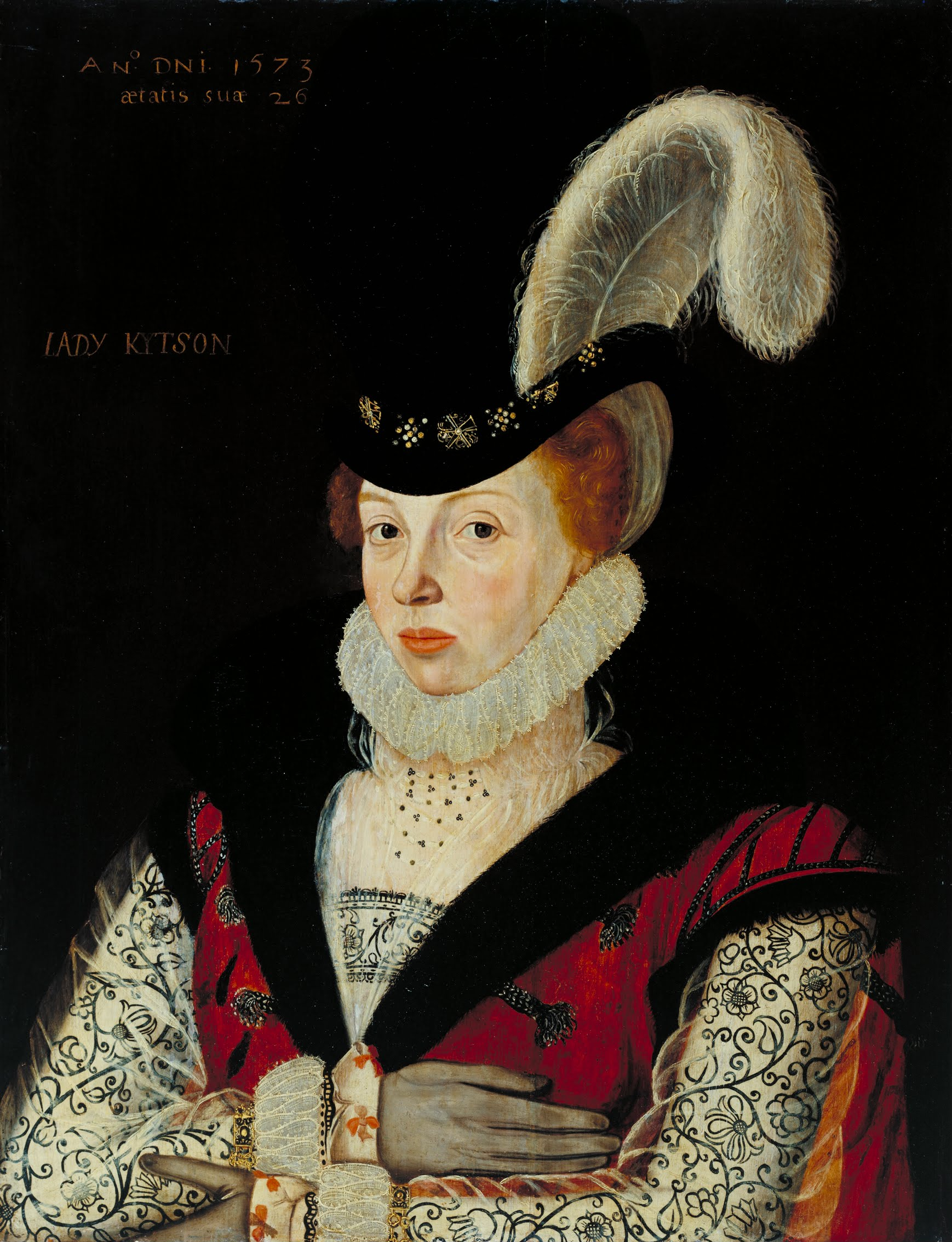
Elizabeth Kitson née Cornwallis, épouse de Thomas Kitson, le Jeune (1573) par George Gower

- - Sir Thomas Kitson (1540-1603), qui épouse Jane Paget, la fille de William Paget (1er baron Paget), sans descendance, puis Elizabeth Cornwallis, la fille aînée de Sir Thomas Cornwallis (décédée en 1604), avec qui il a un fils décédé en bas âge et deux filles, Margaret, qui épouse Sir Charles Cavendish (novembre 1553 - 4 avril 1617) (fils de Sir William Cavendish par sa femme Bess de Hardwick) [8] et Mary, qui épouse Thomas Darcy (1er comte Rivers) [9]
  - Katherine Kitson, qui épouse Sir John Spencer (1524-1586) (en) (1524 - 8 novembre 1586) d'Althorpe, Northamptonshire, et Wormleighton, Warwickshire[10], avec qui elle a quatre fils et six filles dont :
    - John Spencer, député, ancêtre des comtes Spencer et des ducs de Marlborough.
    - Thomas Spencer
    - Guillaume Spencer
    - Richard Spencer [11]
    - Elizabeth Spencer, qui en 1574 épouse George Carey (2e baron Hunsdon), fils aîné du cousin de la reine Elizabeth, Henry Carey (1er baron Hunsdon)
    - Anne Spencer, qui épouse en 1575 William Stanley, 3e baron Monteagle (vers 1529-1581), et en 1592 Robert Sackville (2e comte de Dorset)
    - Alice Spencer, qui en 1579 épouse Ferdinando Stanley, 5e comte de Derby (vers 1559 - 1594). Les trois sœurs Spencer sont « Phyllis, Charillis et la douce Amaryllis » dans Come Home Again (1595) du poète Edmund Spenser, Colin Clout[12].

  - Dorothy Kitson (1531-1577), qui épouse Sir Thomas Pakington (décédé le 2 juin 1571) de Hampton Lovett, Worcestershire, dont elle a quatre fils, Sir John, Henry, Robert et Thomas, et trois filles, Margaret, Katherine et Mary[11], et se remarie à Thomas Tasburgh (en) (c. 1554 - c. 1602) de Hawridge, Buckinghamshire, sans descendance[13],[14].

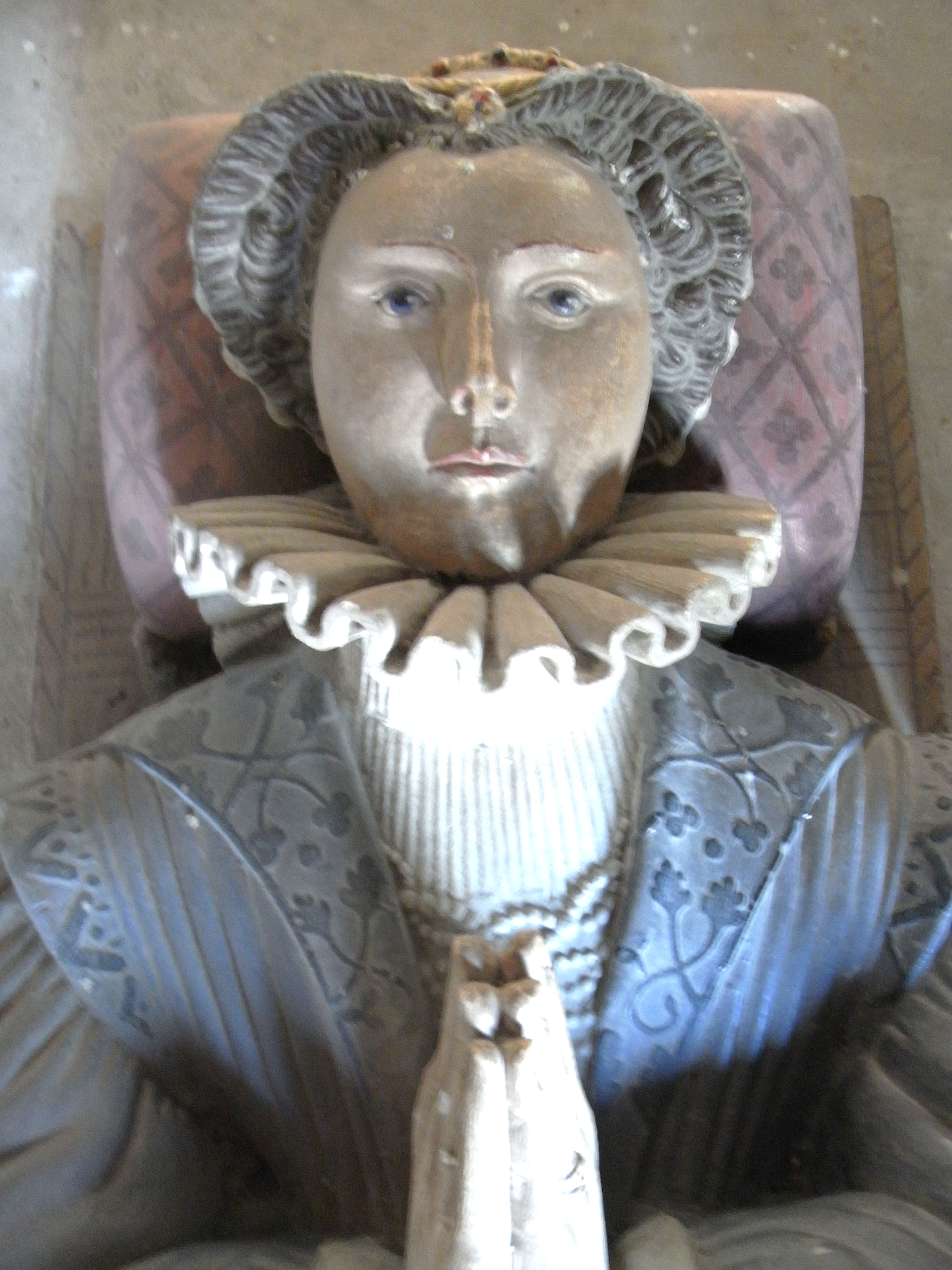
Frances Kitson, épouse de John Bourchier, Lord FitzWarin. Détail de son monument à Tawstock Church, Devon

- - Frances Kitson, qui épouse le 11 décembre 1548 [15] son beau-frère John Bourchier, Lord FitzWarin (décédé avant son père), fils aîné de John Bourchier, 2e comte de Bath, dont elle a un fils, William Bourchier (3e comte de Bath), et se remarie à William Barnaby de Great Saxham, Suffolk [11]. Son monument à l'effigie couchée existe dans l'allée sud du chœur construit par son beau-père et son beau-père [16] à Tawstock Church, Devon, à côté du siège Bourchier de Tawstock Court, et est couvert par le plus ancien auvent à six colonnes du Devon [17].
  - Anne Kitson, qui épouse, comme sa première épouse, Sir William Spring de Pakenham, Suffolk [18].

Après sa mort, la veuve de Kitson fait deux autres mariages avantageux qui ont encore amélioré la richesse et le prestige de la famille.